# Monacoの空へ
『Monacoの空へ』（モナコのそらへ）は、野部利雄による日本の漫画。
1999年から2007年まで（『Monacoの空へ2 ALAS〜輝ける翼〜』を含み）、『週刊ヤングジャンプ』（集英社）にて連載された。単行本は全22巻、『Monacoの空へ2 ALAS〜輝ける翼〜』は全11巻。
同作者の旧作『のぞみ♡ウィッチィズ』と同一の世界観上にある作品で、『のぞみ- 』の主要登場人物（司葉遼太郎、福山優吾、エディ田所等）も要所に登場する。

## 主な登場人物
沖田空（おきた　そら）
主人公。初登場時は高校1年生。父親は元日本ウェルター級王者の一条周作で、6歳の時からボクシングの手ほどきを受けてきた。その父親が亡くなり、遺言で早乙女ジムへの入門を薦められたため栃木から上京し、現在は一人暮らし。
父親譲りのクロンク・スタイルからのフリッカージャブの使い手だったが、早乙女会長の方針によりオーソドックスなスタイルに矯正し、徐々に実力を上げてゆく。
早乙女もなこ（さおとめ -）
ヒロインで空のクラスメイト。母親を早くに亡くしたため父親と二人暮らししており、家計を一手に担っている。身長が173cm（初登場時）と女性にしては非常に高いことを本人は気にしているが、スタイルは抜群で性格もさばさばしているため、言い寄ってくる男は多い。
早乙女一馬（さおとめ　かずま）
もなこの父親で早乙女ジムの会長。元ウェルター級日本王者。現役時代は一条周作と日本王者を争うライバルで、一条も一目置く実力者だった。
君島要一（きみじま　よういち）
空のクラスメイト。ボクシング部員だが、転校してきたばかりの空を挑発したところ、逆にダウンさせられた。家は夏休み期間に海の家を営業し、空たちにアルバイトをさせたこともある。
太田光二（おおた　こうじ）
後藤新平（ごとう　しんぺい）
空のクラスメイト。
沢村琴（さわむら　こと）
女子大学院生。空たちが君島の海の家でアルバイトをしていた時、その近くで夜中に3人組のチンピラに襲われていたところを、ロードワーク中に悲鳴を聞いて駆けつけた空に助けられ、翌日、そのお礼にアルバイトを手伝う。その時はそれだけで別れたが、翌春、空の高校の臨時教師となって再会する。空を応援する一方で、空にとっても心の拠り所となる。筆者・野部のデビュー作・「わたしの沖田くん」のヒロインと同姓同名だが、別人と思われる。
近藤謙（こんどう　けん）
空のライバルで生涯の友。東日本新人王予選1回戦で空と対戦して敗れるが、のちにウェルター級の日本王座に君臨し、8度の防衛を果たす。既に両親は亡く、9歳下（空と同い年）の妹・貴美と2人暮らし。その貴美は前述の新人王予選に出る兄の応援に行く途中、電車内で痴漢にあったところを空に助けられたのだが、兄の対戦相手が空だと知った時には困惑した。
司葉遼太郎（しば　りょうたろう）
前作「のぞみウィッチィズ」の主人公。元WBC・WBAライト級統一王者。海の近くの一軒家で妻子とともに静かに暮らしていたが、海辺で練習する空を見かねて、「五利権太」（同じく前作の登場人物）という偽名を名乗ってアドバイスする。現役引退から8年経過しているが、今も修練は続けているのか、空の目にも捉えられない高速ジャブやコークスクリュー・ブロー、フラッシングストレート等を披露しており衰えを見せていない。

### 対戦相手
峰竜造（みね　りゅうぞう）
コークスクリューを得意とするボクサー。
伴内陣（ばんない　じん）
西日本MVP。全日本新人王決勝戦で沖田空と対戦。パンチ力とラフファイトを得意とし、7戦7勝全KOだったが沖田に敗れる。
立花明（たちばな　あきら）
日本ライト級元7位。18戦12勝（8KO）4敗2分。東海の魔術師の異名を持つ。2度の拳の負傷でランク落ちしたものの、復帰後2試合連続でKO勝利を収めていた。ライト級7位のとき新人王を獲ったばかりの三沢に1RでKOされた過去を持つ。
石山和正（いしやま　かずまさ）
日本ライト級6位。33戦22勝（KO）7敗4分。不沈艦の異名を持つ。沖田戦までKO負けはおろかダウン経験もないほど打たれ強い。ライト級1位の三沢雄広ですら判定勝ちを収めているものの化け物と評するほどの実力者。
グレン・スタンレー
WBAライト級8位。アメリカ出身。アテネオリンピック銅メダリスト。1RKO勝利を予告するも逆に1RKOで倒されてしまう。
ビースト・モリス
オーストラリアライト級王者。東洋太平洋ライト級3位。元UFA（総合格闘技）世界王者。屈強な首の強さが特徴。
佐山秀隆（さやま　ひでたか）
リングネーム攻牙（こうが）。WBAライト級1位。高校2冠の期待からボクシング界期待のホープとされたものの、デビュー戦で当時無名の沖田にKO負けを喫したのち、中南米に渡米。世界ライト級1位のフリオ・サラサールを倒し、世界ランキングを獲得。